# Zygonyx geminunca
Zygonyx geminunca är en trollsländeart som beskrevs av Legrand 1997. Zygonyx geminunca ingår i släktet Zygonyx och familjen segeltrollsländor. IUCN kategoriserar arten globalt som livskraftig. Inga underarter finns listade i Catalogue of Life.